# Godofredo Zumoffen
Godofredo Zumoffen, (Francia, 2 de octubre de 1848 - 1 de septiembre de 1928) fue un jesuita francés que se desempeñó como arqueólogo y geólogo, particularmente conocido por ser un pionero en la arqueología libanesa, y por descubrir varios sitios prehistóricos incluyendo la Cueva de Antelias. Hizo el primer mapa geológico del Líbano y escribió un libro sobre su prehistoria, "Fenicia antes de los fenicios: la Edad de Piedra".